# Città-Stato
Una città-Stato è una zona geografica, solitamente di piccole dimensioni, che si trova sotto la giurisdizione di un'unica città e gode di un grado più o meno ampio di sovranità.

## Storia

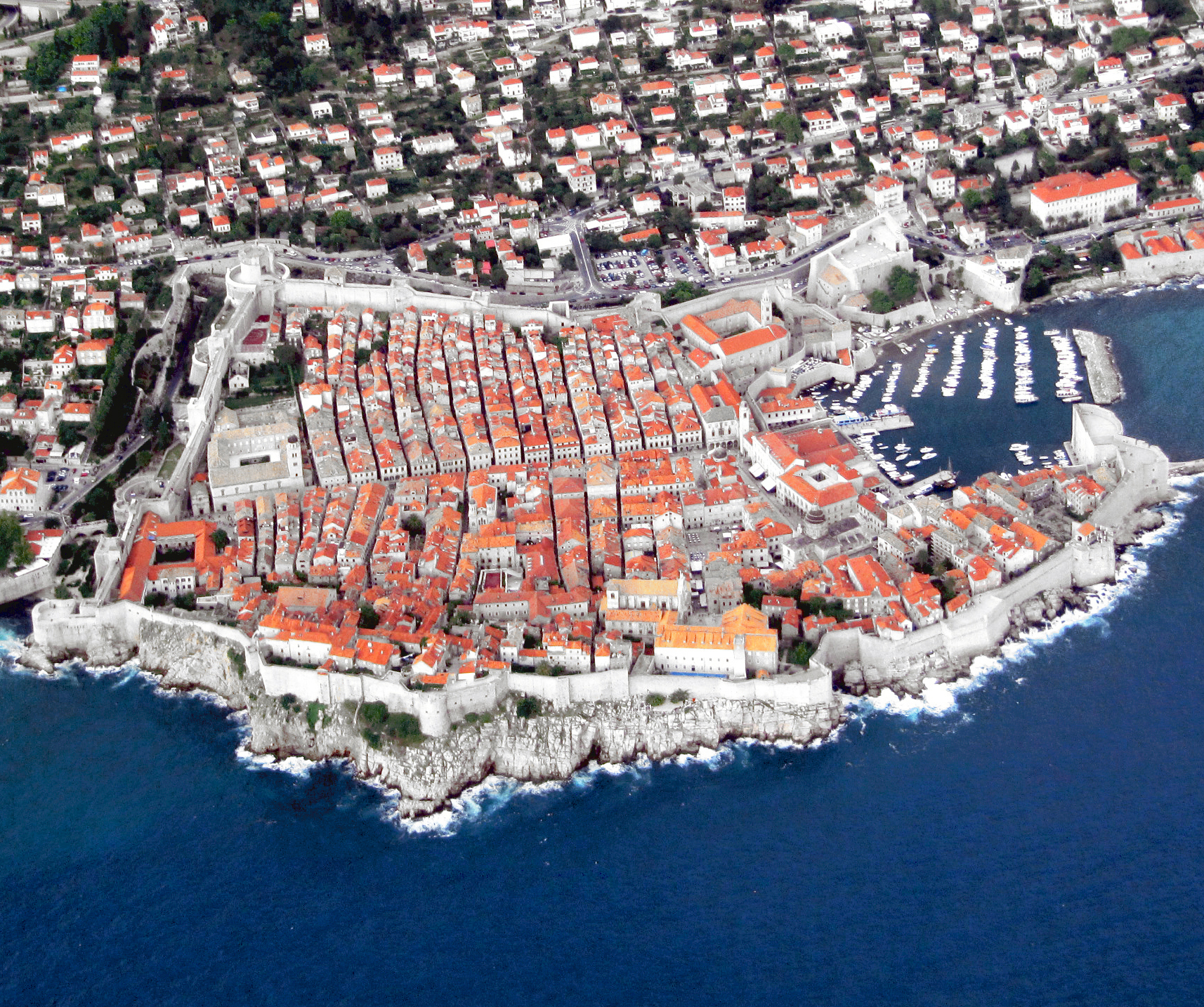
La Repubblica di Ragusa, una città-Stato marittima, fu fondata nella città murata di Ragusa

Le città-Stato italiane nel 1494

Le città-Stato erano un'istituzione comune in molte civiltà antiche, come presso i Sumeri in Mesopotamia, in Etruria, nell'antica Grecia (la polis), in Fenicia (dove spiccava Biblo) e nelle civiltà precolombiane degli Aztechi e dei Maya. L'Impero romano nacque come una città-Stato che estese progressivamente il suo territorio. Nel Medioevo le città-Stato erano particolarmente presenti in Germania, Italia e Russia. Tra le città-Stato italiane si possono ricordare tutti i liberi comuni medievali e, almeno nella fase iniziale, le repubbliche marinare; in Italia, Lucca è la città-Stato che ha mantenuto l'indipendenza per il periodo più lungo e ininterrotto; in una fase successiva alcuni comuni e repubbliche marinare si trasformarono poi in Stati più vasti, come in Italia Venezia, Genova, Siena, Firenze e Milano. In altri paesi si ricordano queste città-Stato: Lubecca, Amburgo, Brema, Colonia, Norimberga, Augusta in Germania e Velikij Novgorod in Russia.
Spesso queste città, pur conservando la propria indipendenza, si univano in alleanze. Si possono definire città-Stato anche le antiche colonie arabe sulla costa dell'Africa orientale, attualmente città o siti archeologici situati in Somalia (Mogadiscio, Brava e Chisimaio), in Kenya (Lamu e Malindi), in Tanzania (Kilwa, oltre alle isole di Pemba e Zanzibar) e in Mozambico (Mozambico, Quelimane e Sofala).
Queste città-Stato ebbero origine araba, in quanto colonie fondate dagli Arabi e in seguito svilupparono l'identità swahili, svolgendo una funzione economica di collegamento tra l'entroterra africano e i popoli che si affacciavano sull'oceano Indiano. Nel lungo periodo di tempo che va dalla fine del VII a tutto il XV secolo, gli abitanti del Sud della penisola arabica, in conseguenza del conflitto con l'autorità centrale del califfato, trovarono uno sbocco espansionistico sulle coste dell'Africa Orientale, che potevano ormai raggiungere con relativa facilità grazie alle tecniche di navigazione acquisite e allo sfruttamento dei monsoni.
Tra le due guerre mondiali ci furono le città-Stato di Memel, Fiume e Danzica che formavano rispettivamente il Territorio di Memel, lo Stato libero di Fiume e la Città Libera di Danzica. In conseguenza della sconfitta del Regno d'Italia nel secondo conflitto mondiale ci fu la costituzione nella città di Trieste da parte delle forze anglo-americane del Territorio Libero di Trieste. In tempi recenti Paul Romer ha ipotizzato la necessità globale di fondare nuove città autonome denominate charter city per contrastare le emergenze ambientali e sociali attuali.

## Città-Stato
| Stato              | Superficie | Popolazione      | Mappa |
| ------------------ | ---------- | ---------------- | ----- |
| Città del Vaticano | 0,44 km²   | 825 (2022)       |       |
| Monaco             | 2,08 km²   | 38.350 (2020)    |       |
| Singapore          | 735 km²    | 5.535.000 (2015) |       |

## Città autonome di Stati sovrani
Pur non essendo affatto entità sovrane, e anzi, in alcuni casi, godendo di un'autonomia revocabile da parte delle autorità centrali, alcune città o territori metropolitani sono dotati di poteri speciali o più ampi di quelli normalmente forniti nel proprio paese, per via del loro status amministrativo (come nel caso di molte capitali), per la loro particolare situazione geografica (come le città spagnole in Africa) o, semplicemente, per la propria particolare tradizione politico-amministrativa (come in Virginia). Di seguito un elenco per continente.

### Africa
- Addis Abeba
- Dire Daua
- Ceuta
- Melilla
- Abuja
- Mogadiscio
- Khartum

### Nord America
- Città del Messico
- Washington[3]
- Baltimora[3]
- Saint Louis[3]
- Carson City[3]
- Norfolk[3]
- Petersburg[3]
- altre differenti 37 località in Virginia[3]

### Caraibi
- L'Avana

### Sud America
- Buenos Aires
- Brasilia
- Bogotà
- Caracas

### Asia
- Manila
- Davao
- Nuova Delhi
- Chandigarh
- Kuala Lumpur
- Putrajaya
- Tokyo  (ha quartieri autonomi)
- Seul
- Jeju
- Islamabad
- Tashkent

#### Regioni amministrative speciali della Cina

Hong Kong è la città-Stato più popolosa del mondo

Le regioni amministrative speciali (abbreviazione inglese: SARs) sono regioni amministrative locali della Repubblica Popolare Cinese che godono di una maggiore autonomia grazie al principio: "un solo paese, due sistemi". Sono controllate direttamente dal governo centrale del popolo così come stabilito dall'articolo 12 delle leggi di base delle due regioni. Le regioni amministrative speciali gestiscono in modo autonomo: le corti d'appello, il sistema legale, le politiche per il rilascio del passaporto, la moneta, il controllo doganale, le politiche di immigrazione, l'estradizione. Le regioni amministrative speciali non controllano le relazioni diplomatiche e la difesa nazionale. Le regioni amministrative speciali partecipano a diverse organizzazioni internazionali e manifestazioni sportive con rappresentanti autonomi separati dalle delegazioni della Repubblica Popolare Cinese e non fanno uso della struttura amministrativa della Repubblica Popolare Cinese.
- Hong Kong
- Macao

### Europa
- Amburgo (Stadtstaat)
- Berlino (Stadtstaat)
- Brema (Stadtstaat)
- Budapest
- Londra (City of London)
- Mosca
- Praga
- San Pietroburgo
- Vienna (Stadtstaat)

In Austria e in Repubblica Ceca ci sono molte città autonome definite città statutarie.

### Oceania
- Canberra

## Territori autonomi di Stati sovrani costituiti dall'area metropolitana di una città

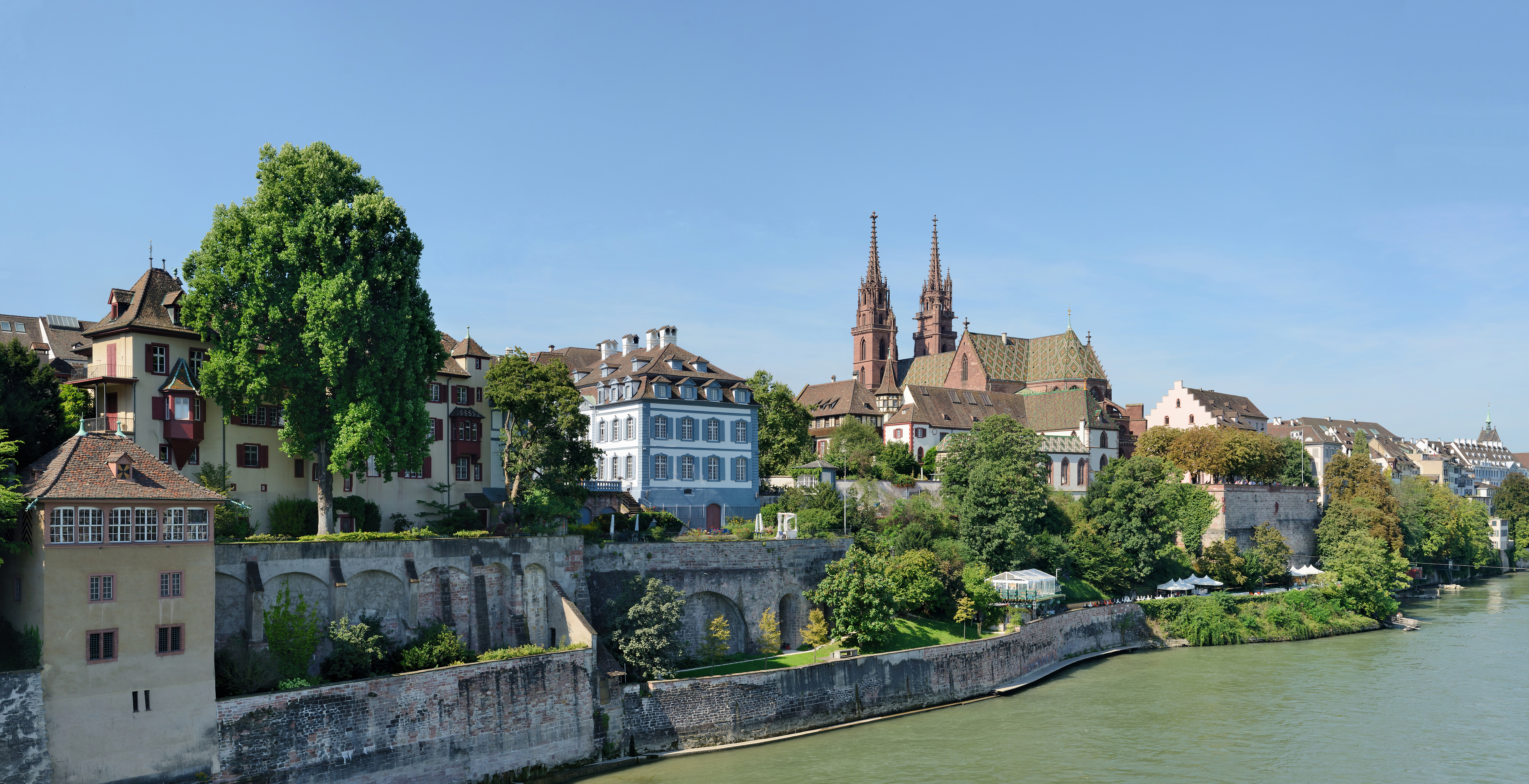
La città di Basilea, in Svizzera

- Regione di Bruxelles-Capitale
- Canton Ginevra
- Canton Basilea Città
- Comunità di Madrid
- Brema[4] (Stadtstaat)
- Territorio dell'Unione di Naypyidaw
- Provincia di Giacarta
- Governatorato di Baghdad

## Quartieri speciali di Tokyo
I quartieri speciali di Tokyo (東京特別区?, Tōkyō tokubetsuku) in Giappone sono 23 circoscrizioni speciali aventi uno status equiparabile alle municipalità. Si trovano nella zona che costituiva la città di Tokyo prima che questa venisse fusa alla prefettura di cui era il capoluogo per formare l'attuale metropoli di Tokyo. Sono un caso speciale di suddivisione amministrativa, che non si trova nelle altre prefetture del Paese. In Giappone vengono spesso chiamati semplicemente "23 quartieri" (23区 nijūsanku). Sebbene abbiano un buon grado di autonomia e ognuno di essi abbia un proprio governo locale, i 23 quartieri devono coordinarsi con il Governo metropolitano di Tokyo, l'organo amministrativo assimilabile a quello delle normali prefetture giapponesi. 
A carico della giunta metropolitana vi sono determinati servizi offerti nell'area dei 23 quartieri, tra i quali la gestione delle acque e degli acquedotti, delle fognature e della lotta antincendio, che nelle altre municipalità del paese sono a carico dell'amministrazione comunale. Altre municipalità comprese nella giurisdizione metropolitana sono ventisei città, tre cittadine e un villaggio nell'area chiamata Tama che si estende a ovest dei quartieri, e due cittadine e sette villaggi nelle lontane isole Izu e Ogasawara. Tutti questi comuni hanno un proprio governo locale e godono di margini di autonomia maggiori dall'amministrazione metropolitana rispetto ai 23 quartieri, in termini di gestione delle tasse comunali e dei servizi. Per finanziare il servizio pubblico fornito ai 23 quartieri, il governo metropolitano riscuote parte delle tasse normalmente di competenza dei governi cittadini e inoltre trasferisce fondi ai quartieri che hanno difficoltà a finanziare la propria amministrazione.
| Bandiera | Nome in rōmaji | Nome in giapponese | Popolazione | Densità di popolazione (per km²) | Area (km²) |
| -------- | -------------- | ------------------ | ----------- | -------------------------------- | ---------- |
|          | Adachi         | 足立区             | 621.848     | 11.688,87                        | 53,20      |
|          | Arakawa        | 荒川区             | 186.275     | 18.262,25                        | 10,20      |
|          | Bunkyō         | 文京区             | 181.065     | 16.009,28                        | 11,31      |
|          | Chiyoda        | 千代田区           | 37.988      | 3.263,57                         | 11,64      |
|          | Chūō           | 中央区             | 81.996      | 8.078,42                         | 10,15      |
|          | Edogawa        | 江戸川区           | 637.571     | 12.787,22                        | 49,86      |
|          | Itabashi       | 板橋区             | 525.969     | 16.349,67                        | 32,17      |
|          | Katsushika     | 葛飾区             | 426.403     | 12.238,89                        | 34,84      |
|          | Kita           | 北区               | 327.086     | 15.885,67                        | 20,59      |
|          | Kōtō           | 江東区             | 398.805     | 10.111,69                        | 39,44      |
|          | Meguro         | 目黒区             | 255.833     | 17.403,61                        | 14,70      |
|          | Minato         | 港区               | 167.098     | 8.215,24                         | 20,34      |
|          | Nakano         | 中野区             | 313.325     | 20.097,82                        | 15,59      |
|          | Nerima         | 練馬区             | 674.826     | 14.012,17                        | 48,16      |
|          | Ōta            | 大田区             | 661.157     | 11.119,36                        | 59,46      |
|          | Setagaya       | 世田谷区           | 829.624     | 14.284,16                        | 58,08      |
|          | Shibuya        | 渋谷区             | 201.524     | 13.337,13                        | 15,11      |
|          | Shinagawa      | 品川区             | 332.536     | 14.636,27                        | 22,72      |
|          | Shinjuku       | 新宿区             | 297.135     | 16.299,23                        | 18,23      |
|          | Suginami       | 杉並区             | 530.307     | 15.588,10                        | 34,02      |
|          | Sumida         | 墨田区             | 221.093     | 16.079,49                        | 13,75      |
|          | Toshima        | 豊島区             | 252.764     | 19.428,44                        | 13,01      |
|          | Taitō          | 台東区             | 162.685     | 16.139,38                        | 10,08      |